# Municipio de Beaugrand
El municipio de Beaugrand (en inglés: Beaugrand Township) es un municipio ubicado en el condado de Cheboygan en el estado estadounidense de Míchigan. En el año 2010 tenía una población de 1168 habitantes y una densidad poblacional de 18,86 personas por km².

## Geografía
El municipio de Beaugrand se encuentra ubicado en las coordenadas 45°39′58″N 84°33′30″O / 45.66611, -84.55833. Según la Oficina del Censo de los Estados Unidos, el municipio tiene una superficie total de 61.91 km², de la cual 61,72 km² corresponden a tierra firme y (0,32 %) 0,2 km² es agua.

## Demografía
Según el censo de 2010, había 1168 personas residiendo en el municipio de Beaugrand. La densidad de población era de 18,86 hab./km². De los 1168 habitantes, el municipio de Beaugrand estaba compuesto por el 92,55 % blancos, el 0,09 % eran afroamericanos, el 3 % eran amerindios, el 0,34 % eran asiáticos, el 0,34 % eran de otras razas y el 3,68 % eran de una mezcla de razas. Del total de la población el 0,68 % eran hispanos o latinos de cualquier raza.